# カン・ゲシク
カン・ゲシク（姜 桂植、朝鮮語: 강계식、1917年4月21日 - 2000年1月13日）は、大韓民国の俳優。

## 経歴
日本統治時代の忠清南道牙山に生まれ、京城実践高等商業学校を卒業後1年間農業をし、1937年から1938年まで天安郡稷山面（現・天安市）の面事務所で面書記補を務めた。その後北京と新京で会社員を勤め、1940年に退職し帰国後、1942年に演劇の世界にデビューし、『現代劇場』で本格的に活動をはじめた。1944年に同僚であったイ・ヨンナムと結婚し、1947年に劇団『青葡萄』、1948年に劇団『民芸』、1950年に劇団『新協』に所属して活動した。その後、『国立劇団』にも所属していた。1977年に国立劇団を引退後は、韓国演劇協会顧問などを務めた。

## 出演作

### 演劇
- 『ナツメの木』

### 映画
- 『自由万歳』
- 『金サッカ』
- 『白の手拭い』

### TV ドラマ
- 『捜査班長』
- 『田園日記』
- 『第1共和国』
- 『休戦6.25』
- 『雪中梅』
- 『日の出は丘』
- 『われらの天国』

など